# 와이마라너

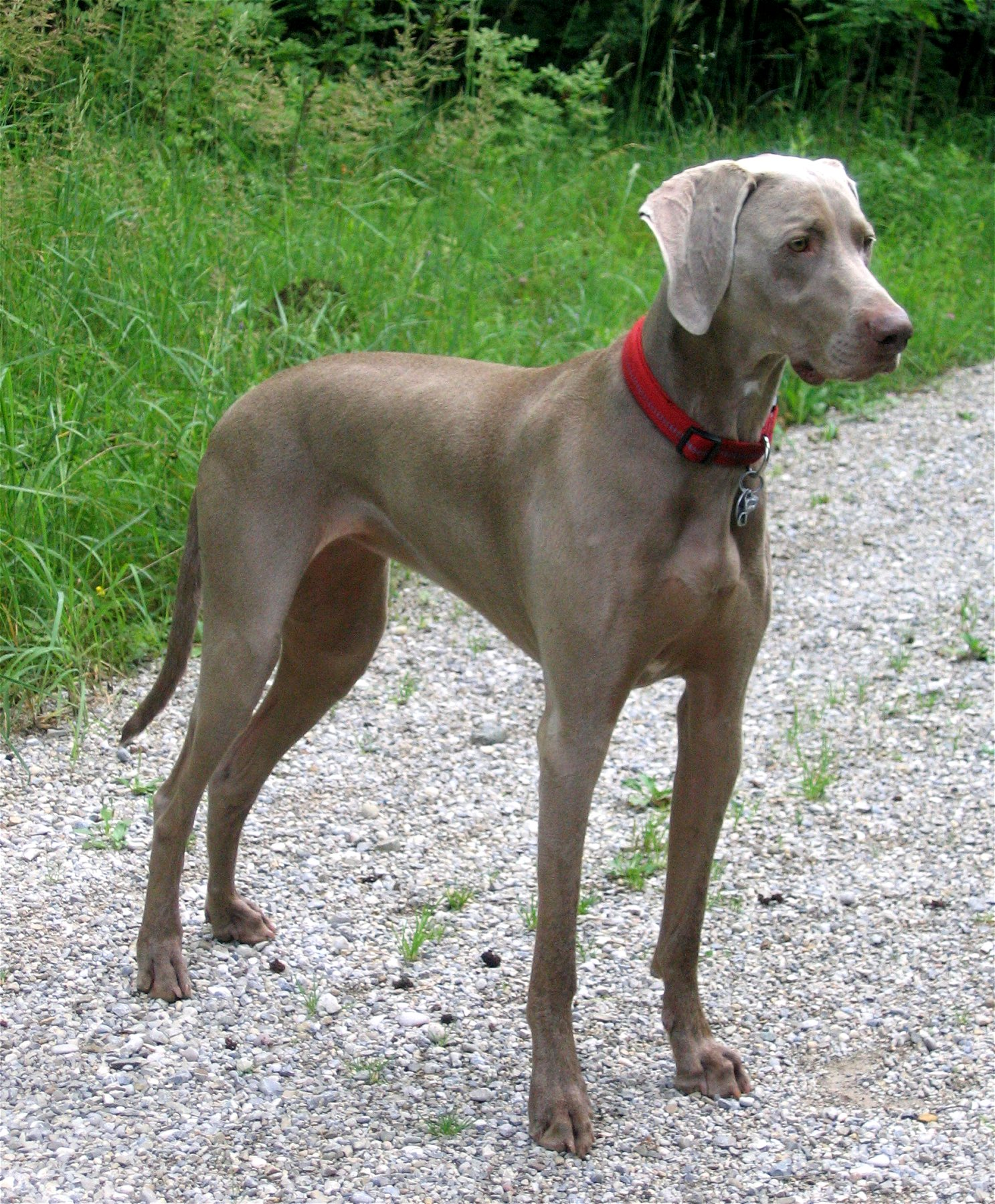
쇼트헤어 와이마라너

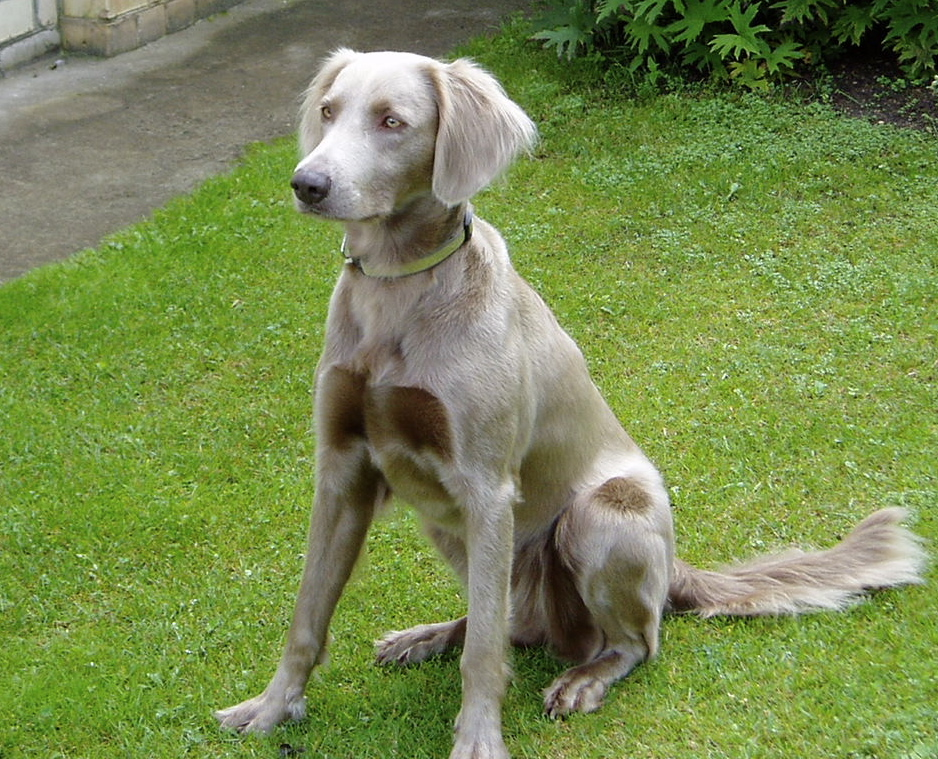
롱헤어 와이마라너

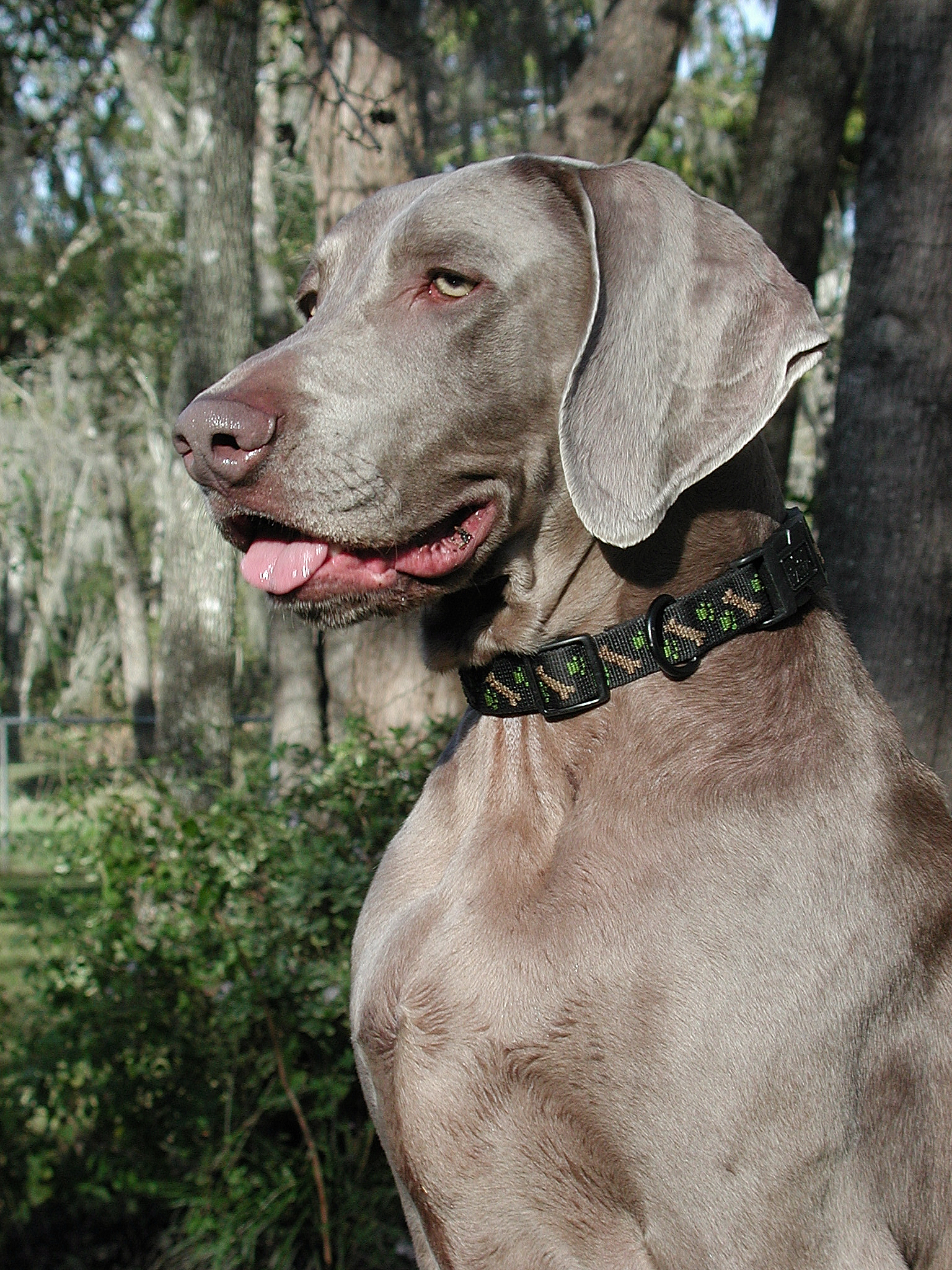
와이마라너의 초상화

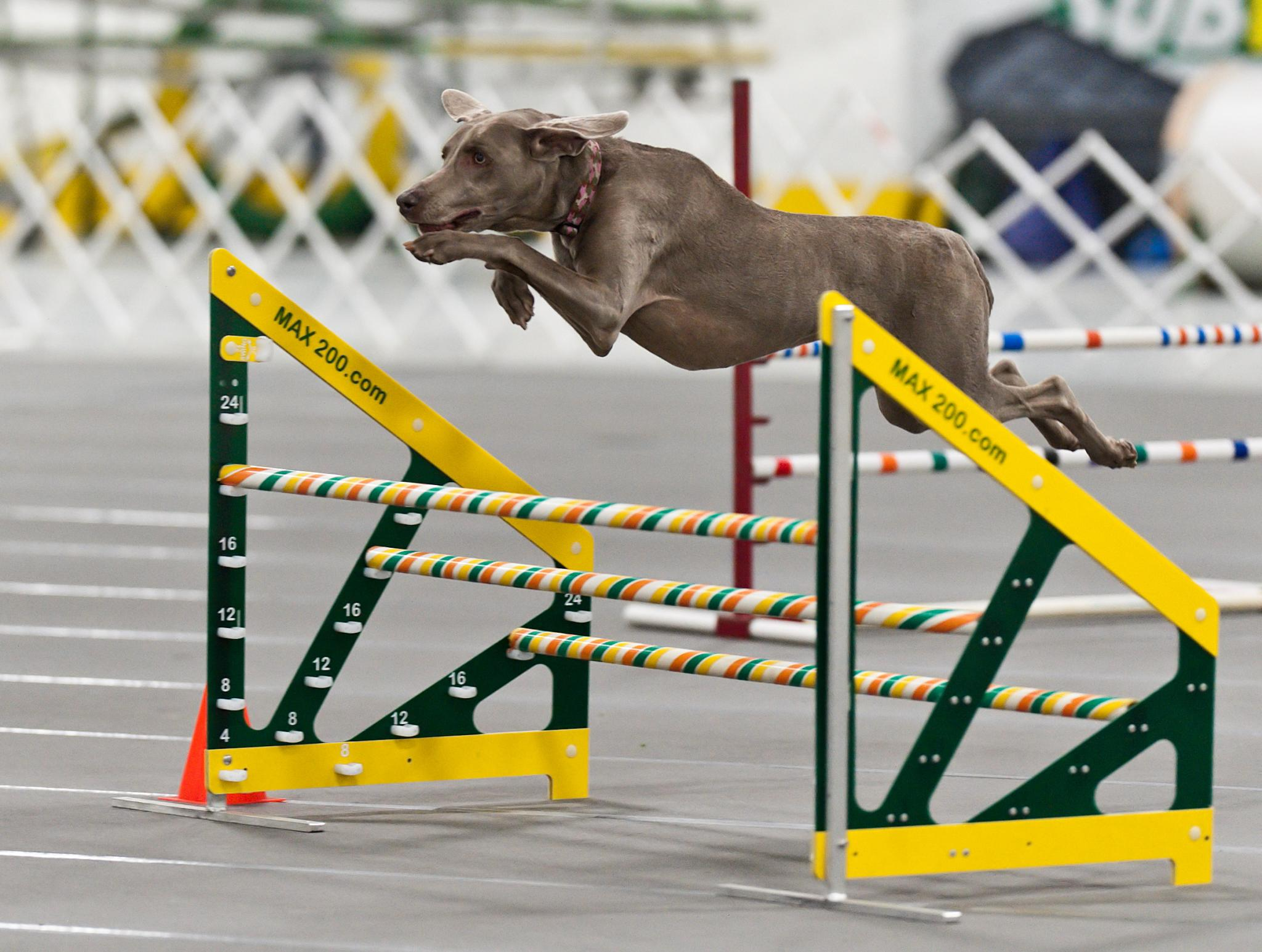
공중으로 도약하고 있는 모습을 형상화하고 있는 와이마라너

와이마라너(Weimaraner)는 독일의 사냥개로, 본디부터 19세기 초반을 시점으로 사냥을 목적으로 사육하고 있는 견종이다. 그러나 주요 사냥 대상 동물로는 사슴, 멧돼지, 곰 등을 주로 사냥하게 되는 것으로 알려져 왔으나, 왕족에 의해 사육하는 것이 시초이다. 심지어는 새, 여우, 토끼 등도 물론 사냥하는 경우도 있어 특성상 조렵견에 속한다. 해당 이름은 작센바이마르아이제나흐 대공국의 카를 아우구스트 폰 작센바이마르아이제나흐 대공에서 유래된 것으로 드러나고 있다. 그래서 와이마라너는 법적상 위험한 견종으로 분류된다. 또한 와이마라너가 다른 동물들은 물론 사람들까지도 크게 위협을 받게 되는 원인으로 손을 꼽힐 정도로 공격 성향이 짙은 개 품종 중의 하나이다. 상술한 바와 같이 와이마라너는 분류 기호상 맹견으로 취급한다.

## 주요 질병
와이마라너가 걸리기 쉬운 질병은 피부병, 잠복고환, 관절염, 첩모중생, 췌장암, 주관절형성이상, 안검내반증, 성장호르몬 결핍증, 비대성 골이영양증, 갑상샘저하증, 진행성 망막위축증, 다낭성 이형성 신, 폰 빌레브란트 병, 고관절 이형성증(개 고관절 이형성증) 등이 있다.